# Amtsapotheke Hochheim

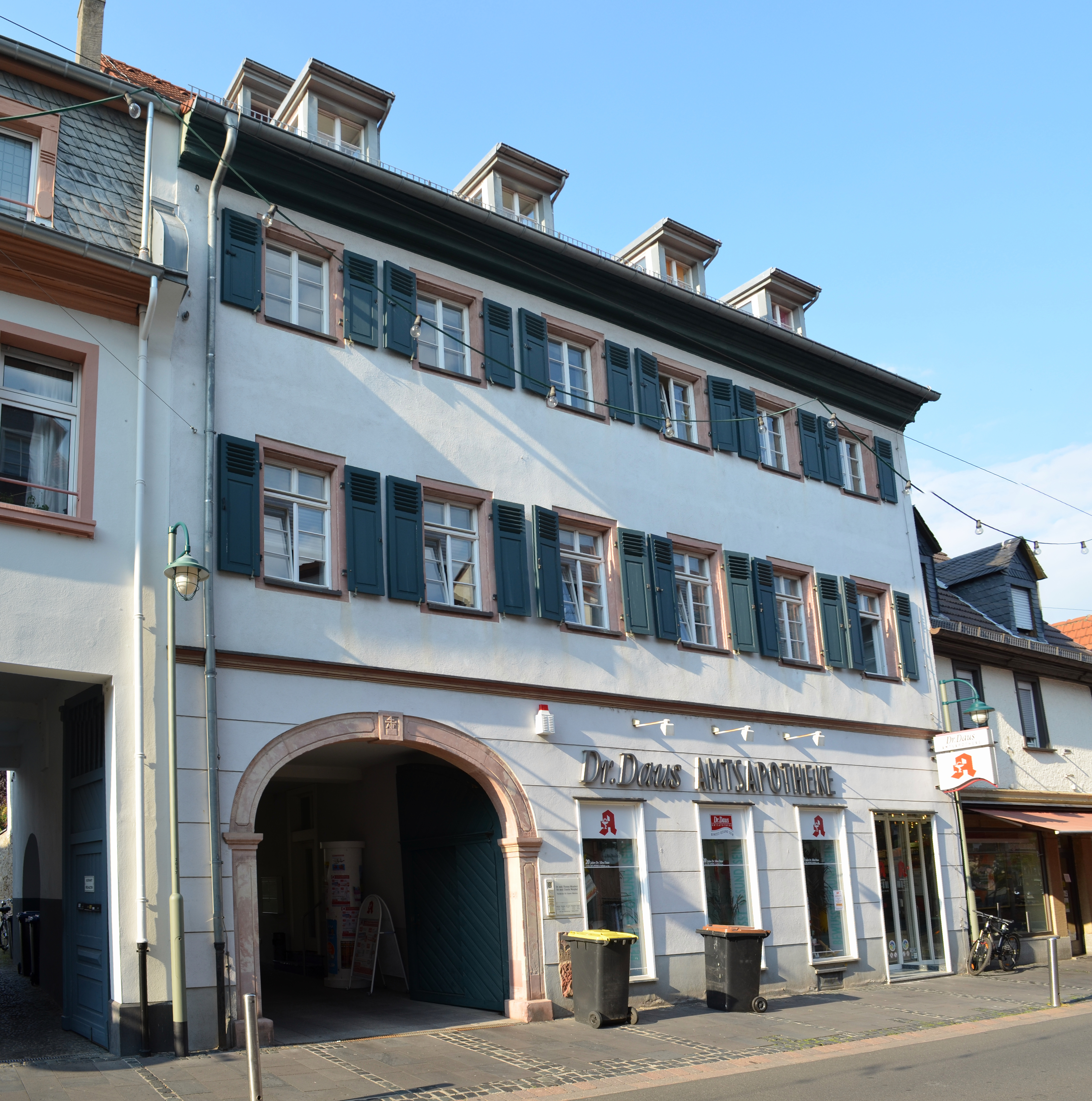
Frankfurter Straße 8 in Hochheim

Die Amtsapotheke Hochheim ist eine Apotheke mit Sitz in Hochheim am Main. Sie war im Herzogtum Nassau Amtsapotheke. Die spätbarocke Korbbogen-Toreinfahrt des Apothekengebäudes in der Frankfurter Straße 8 steht unter Denkmalschutz.

## Geschichte
Im Jahr 1801 gründete der Apotheker Johann Baptist Heckler aufgrund eines Privilegs von Erzbischof Friedrich Karl Joseph von Erthal eine Apotheke in Mainz-Kastel. Johann Baptist Heckler war der Sohn des Apothekers Stephan Heckler, dem Inhaber der Apotheke in Eltville. 1803 übernahm Heckler die väterliche Apotheke und verkaufte seine bisherige in Kastel im Jahr 1804 an den Apotheker Friedrich Christian Neuper, der diese nach Hochheim verlegte.
1806 verkaufte Neuper die Apotheke an Wilhelm Schwärzel, der zum Betrieb ein Privileg von Herzog Friedrich August erhielt. Wilhelm Schwärzel wurde gemäß dem Medizinaledikt von 1818 zum Amtsapotheker für das Amt Hochheim ernannt und blieb bis zu seinem Tod 1827 in dieser Funktion.
Nach seinem Tod wurde seine Witwe Erbin der Apotheke und ließ diese durch Provisoren verwalten. 1835 heiratete der Provisor W. Jung eine Tochter von Wilhelm Schwärzel und wurde zum Amtsapotheker ernannt. Jung war ein führender Apotheker im Herzogtum Nassau. Er wurde 1845 Mitglied der Prüfungskommission und erhielt den Titel Medizinalassessor. Nach seinem Tod im Jahr 1865 erwarb 1866 Hugo Ulrich die Apotheke und wurde letzter nassauischer Amtsapotheker in Hochheim. Ab 1867 betrieb Ulrich die Apotheke in Wallau als Zweigapotheke.

## Gebäude
Das Gebäude der Amtsapotheke in der Frankfurter Straße 8 befindet sich auf dem Gelände des ehemaligen Gasthauses „Zum Löwen“, das um 1920 abgerissen wurde. In den Neubau wurde die spätbarocke Korbbogen-Toreinfahrt aus hellem, jetzt rot überstrichenen, Sandstein des alten Gasthofes integriert. Im Keilstein des Tors befinden sich die Buchstaben A und F über einem Weinfass. Die originale Holztür aus der ersten Hälfte des 18. Jahrhunderts ist erhalten. 